# Cosmogirl
CosmoGIRL fue una revista americana con sede en la ciudad de Nueva York. Los adolescentes spin-off de la revista Cosmopolitan, su blanco eran las adolescentes y las celebridades del momento. Se publicaba diez veces al año y llegó a aproximadamente a ocho millones de lectores. La última edición fue en diciembre de 2008. Los suscriptores recibieron en su lugar una edición de la revista de Hearst Corporation, Seventeen.
La revista fue fundada por Atoosa Rubenstein, a la que se le pidió crear un simulacro de expedición. Ella garabateó en repetidas ocasiones la palabra "Girl!" en la cama usando lápiz de labios fucsia para su uso en la portada de la revista. Cuando ella y su esposo se despertaron, estaban cubiertos con el lápiz labial.
Ann Shoket fue la editora ejecutiva antes de que Atoosa Rubenstein dejara la revista para ser la editora jefe de la siguiente revista de Hearst, Seventeen. La última editora jefe fue Susan Schulz, que fue reasignada a proyectos especiales en Hearst Magazines.
Al igual que la revista Elle Girl, que cerró en 2006, CosmoGIRL seguirá su sitio web.

## Contenido
Dentro de cada revista de CosmoGIRL, hubía una entrevista y una sesión de fotos con las celebridades actuales, con una sección de belleza del cabello, la piel y consejos de maquillaje y las tendencias de moda. Incluía la sección de artículos en distintos segmentos y un famoso en la portada. Un calendario mensual gratuito que permitía a los lectores ganar varios premios por escribir en un código de entrada en la página web de la revista.
Se introdujo en marzo de 2008 una sesión llamada JSYK (Just So You Know), donde había consejos e historias de cómo los lectores se enamoraban, y una impactante historia de la vida real. También hay historias de vergüenza, y un cómic manga con un personaje llamado CG. El contenido de la revista se completa con la sección Body & Soul (Cuerpo & Alma), que abarca la salud sexual, salud mental, física y nutrición.

## Ediciones internacionales
Hay diferentes ediciones internacionales de la revista en otros países, entre ellos el Reino Unido, los Países Bajos, la República Checa, Turquía, China, Hong Kong e Indonesia en el idioma nativo del país, respectivamente.
El Reino Unido CosmoGIRL fue cerrado en junio de 2007.